# Liste der Naturdenkmale in Bechtolsheim
Die Liste der Naturdenkmale in Bechtolsheim nennt die im Gemeindegebiet von Bechtolsheim ausgewiesenen Naturdenkmale (Stand 17. Februar 2024).

## Naturdenkmale
| Nr.         | Bezeichnung               | Lage                           | Beschreibung | Bild            |
| ----------- | ------------------------- | ------------------------------ | --- | --------------- |
| ND-7331-427 | Baumbestand an der Schule | Bahnhofstraße, bei Nr. 11 Lage | Tilia cordata, zwei von ursprünglich vier Bäumen, und Quercus robur, ein Baum Der „Baumbestand an der Schule Bechtolsheim“ umfasste bei der Unterschutzstellung 1984 vier Winterlinden und eine Stieleiche. Schutzzweck ist die Erhaltung der Bäume als Einzelschöpfungen der Natur, deren besonderer Schutz wegen ihres Alters, wegen ihrer Schönheit und des das Ortsbild von Bechtolsheim prägenden Charakters erforderlich ist. Zwei Linden auf dem Schulhof wurde bei den Orkanen (Daria, Vivian, Wiebke) im ersten Quartal 1990 so stark beschädigt, dass sie aus Sicherheitsgründen gefällt werden mussten. Dafür wurde eine neue Linde auf dem Schulhof gepflanzt, der andere Platz wurde genutzt um die Schule um ein Klassenzimmer in einem Containergebäude zu erweitern. | Fotos hochladen |

## Ehemalige Naturdenkmale
| Nr.         | Bezeichnung | Lage                             | Beschreibung | Bild            |
| ----------- | ----------- | -------------------------------- | --- | --------------- |
| ND-7331-457 | Effenkranz  | Langgasse, hinter Nr. 13–83 Lage | südöstlicher Abschnitt der ehemaligen Dorfbefestigung mit Graben und Verhau aus Feldulmen; Rechtsverordnung aufgehoben, jetzt Teil der Denkmalzone Langgasse Bechtolsheim | Fotos hochladen |